# Метью Антуан
Ме́тью Антуа́н (англ. Matthew Antoine; нар. 2 квітня 1985, Кроуфорд, Вісконсин, США) — американський скелетоніст. Бронзовий призер зимових Олімпійських ігор 2014 року.